# Chobotnice sydneyská
Chobotnice sydneyská (Octopus tetricus) je hlavonožec z čeledi chobotnicovití (Octopodidae).

## Popis
Dospělci chobotnice sydneyské mají ramena dlouhá až 2 metry.

## Chování
V roce 2009 bylo u východního pobřeží Austrálie objeveno místo, kde žije po hromadě 16 jedinců chobotnice sydneyské. Skládá se z několika doupat, které se nacházejí okolo člověkem vyrobeného předmětu. V roce 2017 bylo objeveno druhé podobné místo tvořené 13 obydlenými a několika prázdnými doupaty. Chobotnice zde projevují společenské chování jinak běžné u obratlovců.